# Atena Itonia

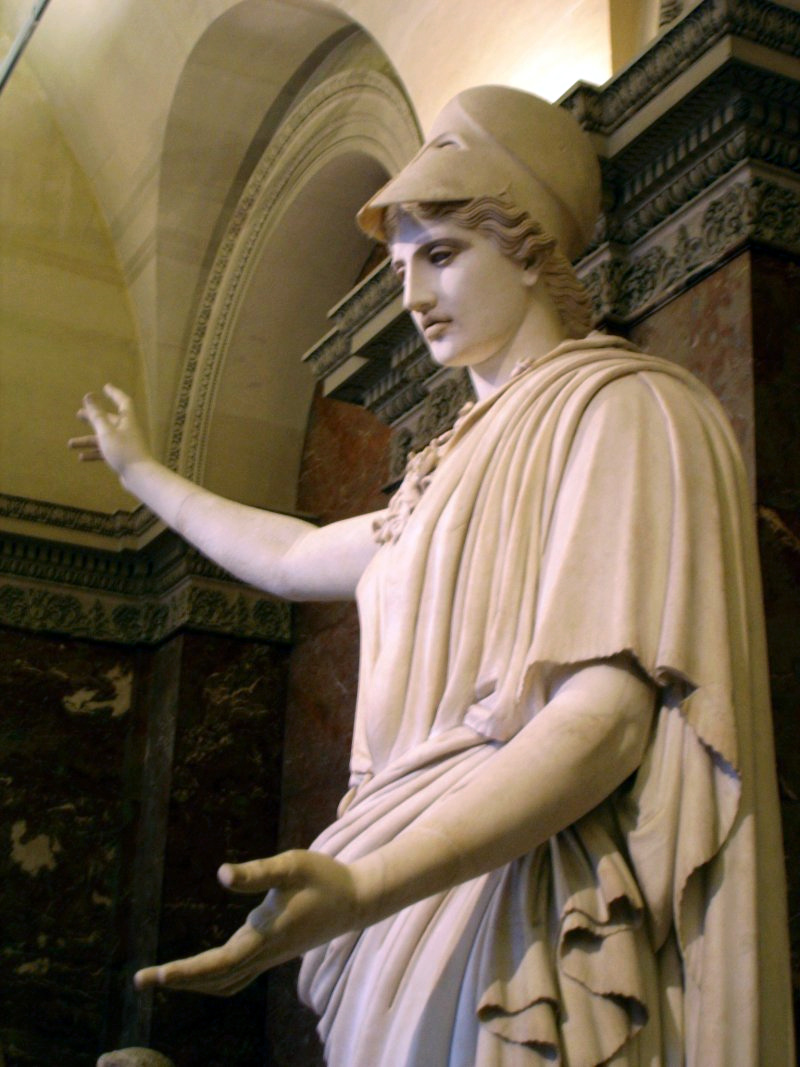
Immagine di Atena, copia romana in marmo del I secolo (Atena di Velletri)

Atena Itonia o Itonia (greco antico Ἰτωνία, Ἰτωνίας oppure  Ἰτωνίς) era un epiteto della dea greca Atena venerata con questo nome diffusamente in Tessaglia e altri luoghi della Grecia antica.

## Etimologia
Il nome deriva probabilmente dall'Itoni, un monte della Tessaglia presso Tebe, a sud della Ftiotide. Secondo un'altra tradizione, l'epiteto "Itonia" deriverebbe da Itono, figlio di Anfizione, un antico re o sacerdote di Atene.

## Culto
Il culto di Atena Itonia associava misticamente Atena al dio degli Inferi, indicato come Ade da Strabone, ma che secondo Pausania il Periegeta sarebbe stato lo stesso Zeus. Forse Atena Itonia aveva qualcosa del carattere del suo primitivo culto ad Atene, come dea legata alla fertilità della terra e perciò affine alle divinità ctonie.
Sull'Itoni c'era un celebre santuario, a cui era associata una festa, donde l'attributo ad Atena "incola Itoni" ("che risiede a Itoni)" Dall'Itoni il culto si diffuse in Beozia, dove Atena era la principale divinità della guerra e nella regione attorno al lago Copaide. Nel suo tempio, tra Fere e Larissa, furono appesi gli scudi dei Galati sconfitti nell'ultima vittoria dei Greci sui barbari, anche se un frammento di Bacchilide indica che Atena Itonia non era solo una dea guerriera, ma anche la protettrice di arti pacifiche, specialmente della poesia.
Il tempio di Atena Itonia a Coronea era il luogo di incontro della Lega beotica, dove si celebravano le Pambeozie, in prossimità di un boschetto sacro ad Atena. Altri autori riferiscono che il culto di Atena Itonia fosse presente anche ad Atene e ad Amorgos, e che in suo onore si celebrava una festa a Crannone.